# 디트 (방충제)
디트(DEET, N,N-Diethyl-meta-toluamide) 또는 디에틸톨루아미드(diethyltoluamide)는 상업용 방충제 중 가장 오래되고 가장 효과적이며 가장 일반적인 활성 성분이다. 피부나 의복에 바르도록 고안된 약간 노란색의 오일로 모기, 파리, 진드기, 벼룩, 털갈퀴, 거머리 및 많은 무는 곤충으로부터 보호한다.
이카리딘과 달리 디트는 많은 사람들이 불쾌하다고 생각하는 냄새를 풍기고 피부에 기름기를 남기며 플라스틱과 합성 섬유를 녹일 수 있다.

## 같이 보기
- DDT
- 모기향